# Søren Høy
Søren Høy (født 22. december 1972 i Spentrup ved Randers) er en dansk forfatter, foredragsholder, filmjournalist og filminstruktør. Fra 2007 til 2010 var han rektor på European Film College i Ebeltoft, hvor han afløste Pia Marquard.

## Uddannelse
Han er student (1991) fra Randers Statsskole og cand.mag. i medievidenskab (2016) fra Aarhus Universitet.

## Karriere
Søren Høy slog sit navn fast som filmanmelder på DR's filmmagasin Bogart, hvor han arbejdede sammen med Ole Michelsen. Efter Bogart fik han sit eget magasin, Filmland, der var det første trimedielle filmmagasin i Danmark med tv, radio og webredaktion. Filmland blev sendt på DR i 2003 og 2004. Han var ansat ved DR fra 1998 til 2005.
Han er ofte brugt som kommentator i forbindelse med Oscar-showet, hvor han medvirker som ekspert i den direkte transmission. Han har været vært for tv-transmission af Robertfesten, Det Danske Filmakademis årlige prisuddeling, fra 2015 til 2021.
Derudover har han skrevet bogen Filmstjerner (2005) og bidraget til adskillige antologier bl.a. Filmland 2003 (2003), Filmland 2004 (2004) og Fotografens øje (2009).
Søren Høy har leveret kronikker til de fleste af landets dagblade. I 2004 skrev han i Politiken et af de første kritiske indlæg om den amerikanske dokumentarist Michael Moore
. 
I 2004 startede han en debat i om de danske Oscar-indstillinger, da han kritiserede, at Jørgen Leths De fem benspænd blev indstillet fra dansk side.
Fra 2006 har han skrevet fast for Morgenavisen Jyllands-Posten.
Han skrev og instruerede i 2007 en mockumentary om Lars Von Triers film Direktøren for det hele. Den findes på filmens officielle dvd-udgivelse. I filmen medvirker bl.a. Casper Christensen, Iben Hjejle og Peter Gantzler.
I flere år var han fast paneldeltager i DR P1 programmet Netværket, hvor erhvervsledere og debattører diskuterede aktuelle problemstillinger.
I 2008 stiftede han sammen med Lars Top-Galia fra rockgruppen Sort Sol kunstbureauet artFREQ, der arrangerer koncerter, udstillinger og udgiver musik og film.
I 2009 blev Søren Høy medlem af filmtænketanken Image of Europe, under ledelse af den tyske Cannes-vinder Wim Wenders. Tænketanken lavede en kollektivt udtalelse, hvis pointe var, at Europas statsledere skulle give plads til den emotionelle side af Europa, bl.a. ved at uddanne europæerne i brugen og analysen af filmmediet.
Søren Høy var - som den første dansker - korrespondent for verdens største filmbranchemagasin The Hollywood Reporter.
I 2008-2009 var han filmanmelder på TV2s morgenprogram GO' Morgen Danmark.
I 2009 startede Morgenavisen Jyllands-Postens webside et blog-univers, hvor Søren Høy blogger om filmkunst og filmpolitik.
I 2010 lavede Søren Høy uddannelsen OureDox sammen med filminstruktøren Kasper Torsting. Uddannelsen på gymnasiet i Oure er den første af sin slags, hvor unge kan læse dokumentarfilm fra 1G. Desuden er der etableret en højskolelinje, hvor eleverne har et seks måneders kursus i dokumentarfilm.
I 2011 skrev Søren Høy spillefilmen Single, der er løst baseret på Marlene Weybølls bøger om Singleton.
I 2012 lavede han en dokumentarserie i seks afsnit, Spis Vietnam, der blev sendt på DR2. Serien handlede om et moderne Vietnam i forandring.
I 2013-2014 skrev og instruerede Søren Høy 2 sæsoner af Emily's Madmysterium for DR Ultra.
I 2017-2018 arrangerede og kuraterede Søren Høy "Stanley Kubrick: The Exhibition" på Kunstforeningen Gl. Strand i København. Udstillingen solgte 25.000 billetter. Udstillingen blev lavet i samarbejde med Stanley Kubrick Foundation, Warner Bros. og Deutsches Filmmuseum (Frankfurt). 
I 2018 lavede Søren Høy dokumentarfilmen "Pigerne fra Sprogø", der handlede om kvindehjemmet på Sprogø, en anstalt for ”letfærdige og løsagtige” kvinder, der fungerede fra 1923 til 1961.